# 서니 메이브리

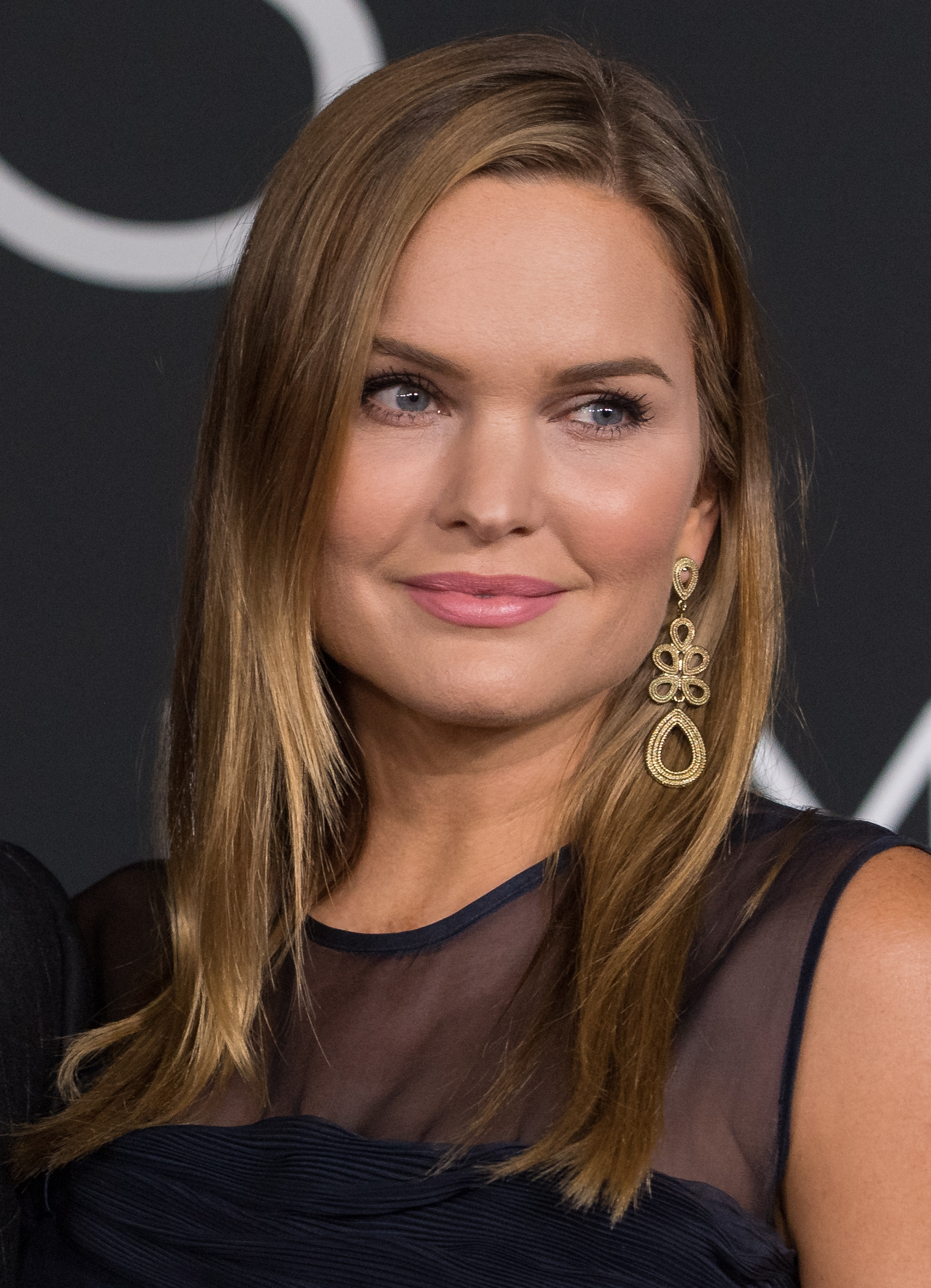
2018년 모습

서니 메이브리(영어: Sunny Mabrey, 1975년 11월 28일 ~ )는 미국의 배우, 모델이다.
개즈던에서 태어났다.

## 출연 작품

### 영화
- 뉴 가이 (2002)
- 스피시즈 3 (2004) - 세라 역
- 트리플 엑스 2: 넥스트 레벨 (2005) - 찰리 역
- One Last Thing... (2005)
- 스네이크 온 어 플레인 (2006) - 티퍼니 역
- Not Since You (2009)
- Repo (2010)
- Teacher of the Year (2014)
- 스페이스 워 (2016, Teleios) - 이리스 덩컨 역
- 힐빌리의 노래 (2020)

### 텔레비전
- 매드맨 (2009)
- 코브라 카이 (2022)